# Bereźnica (gmina)
Bereźnica – dawna gmina wiejska istniejąca do 1928 roku w woj. poleskim II Rzeczypospolitej (obecnie na Ukrainie). Siedzibą gminy była Bereźnica, która początkowo stanowiła odrębną gminę miejską.
Początkowo gmina należała do powiatu łuckiego. 12 grudnia 1920 r. została przyłączona do powiatu sarneńskiego pod Zarządem Terenów Przyfrontowych i Etapowych. 19 lutego 1921 r. wraz z całym powiatem weszła w skład nowo utworzonego województwa poleskiego. 1 stycznia 1926 roku do gminy Bereźnica przyłączono część obszaru gminy Lubikowicze.
Gminę zniesiono 18 kwietnia 1928 roku, a jej obszar włączono do gmin Dąbrowica, Włodzimierzec, Horodziec i Niemowicze.